# دریاچه سن روکه
دریاچه سن روکه (به اسپانیایی: Dique San Roque) یک مخزن سد در آرژانتین است که در Punilla Department, Córdoba Province (Argentina) واقع شده‌است.